# Katharina Karolina Luja
Katharina Karolina Luja (auch Catharina Carolina Luja, * 1. Januar 1800 in Hanau; † 4. August 1874 in Marburg), verh. von Drach, war eine deutsche Malerin und Grafikerin.

## Leben und Werk
Katharina Karolina Luja wuchs in einem musischen Elternhaus auf, das die künstlerischen Talente der Tochter förderte. Ihre Mutter war Anna Maria Luja, geb. Deibel (* 1776; † 1862), ihr Vater Karl Friedrich Luja (* 1763; † 1832), Kantor, Cellist und Lehrer für Religion und Gesang an der Hanauer Bürger- und Realschule. Das Datum ihrer Heirat mit Christian August von Drach, Hauptmann im 3. Kurhessischen Infanterieregiment in Hanau ist nicht bekannt, 1839 wurde das einzige Kind geboren: Karl Alhard von Drach (* 1839; † 1915). Ihr Ehemann starb am 1. Januar 1856 und Katharina Karolina von Drach zog 1860 von Hanau zu ihrem Sohn nach Marburg.
Schon früh besuchte Katharina Karolina Luja die Zeichnungs-Akademie in Hanau, die ursprünglich gegründet worden war, um die Entwurfsqualität der Gold- und Silberschmiede zu steigern. Die Schüler wurden an gedruckten und von den Lehrern entworfenen Vorlagen geschult. Katharina Karolina Luja erhielt Unterricht bei Conrad Westermayr, der seit 1806 an der Akademie lehrte, an die er nach Lehr- und Wanderjahren als Professor zurückgekehrt war. Unterstützt in seiner Lehrtätigkeit wurde er von seiner Frau Henriette Westermayr, die ebenfalls Malerin war und Katharina Karolina Luja ebenfalls unterrichtete. Die Akademie hatte das alleinige Recht in Hanau in Privathäusern die Töchter in Zeichnen und Malen zu unterrichten. Katharina Karolina Luja erhielt hingegen Unterricht in der Akademie. In Karl Wilhelm Justis Grundlagen zu einer Hessischen Gelehrten- Schriftsteller- und Künstler-Geschichte vom Jahre 1806 bis zum Jahre 1830 beschreibt Westermayr einige seiner begabtesten Schüler und Schülerinnen, wozu auch Luja zählte: „Schon in früher Jugend kam sie zu Westermayr, und bewies einen außerordentlichen Trieb und Eifer für das Zeichnen; den ganzen Tag über war sie in der Akademie, und machte so schnelle und kräftige Fortschritte für ihr Alter, daß es Erstaunen erregte. Ihre Einbildungskraft führte ihr schon frühzeitig Ideen zu Kompositionen zu, die Außerordentliches hoffen ließen.“
Ein Selbstbildnis von Katharina Karolina Luja, das sie als junge Frau zeigt, besitzt die Gemäldegalerie der Museumslandschaft Hessen Kassel. Es sind nur wenige Werke Lujas erhalten, neben dem Selbstbildnis befindet sich noch ein 1823 datiertes Gemälde im Besitz der Museumslandschaft Hessen Kassel, das Maria mit dem Jesuskind in einer Landschaft zeigt. Außerdem fertigte Luja für die Lithografieanstalt Wilhelm Kuhl in Hanau Steindrucke an. Hierbei handelte es sich um christliche Motive (Madonna, Hl. Bruno, Christus, Evangelist Johannes), Blumenstudien und Porträts berühmter Persönlichkeiten wie Benjamin Franklin, die als Bilderschmuck angeboten und in großer Zahl verkauft wurden. 1832 schuf sie beispielsweise einen Steindruck des Evangelisten Johannes als Verfasser der Apokalypse, der auf ein Gemälde Domenichinos basiert, das heute in der Eremitage in Leningrad hängt. Wahrscheinlich kopierte Luja eine Vorlage der Zeit, denn bereits 1808 hatte Johann Gotthard von Müller einen Kupferstich von diesem Bild hergestellt. Dass Luja für diese Steindrucke bekannt war, macht ihre Erwähnung in Georg Kaspar Naglers Neues allgemeinen Künstler-Lexicon deutlich, der Katharina Luja als Hanauer Künstlerin anführt, die 1837 für die lithografische Anstalt Wilhelm Kuhl La vierge de la maison d’Albe nach Rafael lithografierte. Außerdem ist ein kleines Konvolut von Zeichnungen erhalten, das über den Nachlass ihres Sohnes, des Mathematikprofessors und späteren Landeskonservators in Kassel Karl Alhard von Drach, in die Sammlung des Historischen Museums Hanau Schloss Philippsruh gelangte. Es handelt sich vornehmlich um Porträts und Porträtstudien sowie um einige Blumen- und Obststudien.

## Verwandtschaft
Ihr Onkel war Pastor Johann Christian Reinhard Luja. Er war von 1818 bis 1836 Pfarrer in Dotzheim und Mitbegründer des 1821 gegründeten Vereins für Nassauische Altertumskunde und Geschichtsforschung.

## Werke
Alle erhaltenen Werke von Katharina Karolina Luja stammen aus dem Nachlass ihres Sohnes Karl Alhard von Drach, der sie mit seinem Tod 1915 zusammen mit weiteren Kunstwerken und Kunstgewerbegegenständen zum einen der Gemäldegalerie Kassel vermachte und zum anderen dem Hanauer Geschichtsverein.
- Madonna mit Kind, 1823, Museumslandschaft Hessen Kassel (Inv.-Nr.: 1875/1239).
- Selbstbildnis, 1825/30, Museumslandschaft Hessen Kassel (Inv.-Nr.: 1875/1238).
- Vorzeichnung zum Selbstbildnis, Museumslandschaft Hessen Kassel (Inv.-Nr. GS 2364).
- Konvolut von Zeichnungen von Personen-, Blumen- und Pflanzenstudien, Dorfansicht sowie als Steindrucke (Lithografieanstalt Wilhelm Kuhl) der Evangelist Johannes als Verfasser der Apokalypse (nach Domenichino) und ein Heft mit Blumenbildern, Historisches Museum Hanau.